# 마그네시아 전투
마그네시아 전투(Battle of Magnesia)는 기원전 190년 12월 혹은 189년 1월에 벌어진 로마-셀레우코스 전쟁의 전투이다. 로마 공화국의 집정관 루키우스 코르넬리우스 스키피오 아시아티쿠스와 페르가몬 왕국의 에우메네스 2세 동맹이 셀레우코스 제국의 안티오코스 3세와 아나톨리아의 마그네시아 아드 시필룸(Magnesia ad Sipylum, 오늘날 튀르키예 마니사) 북동부에서 대치하였다. 셀레우코스측 약 10,000명의 사망자와 5,000명의 로마 측 사망자가 추산된다. 전투에서 로마와 페르가몬이 거둔 결정적 승리로 아파메아 조약이 이루어져 로마-셀레우코스 전쟁이 종료되었으며 아나톨리아에서의 셀레우코스의 지배가 종료되었다.